# 中原圭介
中原 圭介（なかはら けいすけ、1970年 - ）は、日本の経営アドバイザー・経済アナリスト。

## 経歴
茨城県土浦市出身。慶應義塾大学文学部史学科卒。経営アドバイザー・経済アナリストとして『アセットベストパートナーズ』に在籍。総合科学研究機構の特任研究員。

## 人物
- 大手企業・金融機関・シンクタンクへの助言・提案を行う傍ら、新聞・雑誌、著書、講演などで経営教育・経済金融教育の普及活動を展開している[1]。
- 本人のブログ『中原圭介の資産運用塾』は単行本化して一旦終了。2019年現在は「中原圭介の『経済を読む』 」が更新中である[2]。

### 主張
- 日本の過剰な金融緩和は物価を多少上昇させることができたとしても、国民の実質的な所得（実質賃金）を押し下げるため、国民の生活水準は改善しない。アメリカでもポール・クルーグマンが提唱したインフレ目標政策によって、景気が回復し企業収益が向上しているが、アメリカ国民の実質所得の上昇にはつながっていないとしている[3]。
- 国民の生活水準を考える時に大事なのは、「名目賃金」ではなく「実質賃金」だとしている。日本の2000年以降の実質賃金指数はリーマンショック期までは100を起点にして多少上下するだけだったが、2013～2015年の3年間は景気拡大期にもかかわらずリーマンショック期並みに下がった。これが国民が景気回復を実感できない原因だと分析している[4]。
- 日本がアベノミクスで最も力を入れるべき経済政策として、生産性の低い分野である農業・観光・医療などを成長産業として育成することを主張している[5]。
- 平均寿命が上がるだけでなく、健康な高齢者が増加するのを受け、「高齢者」の定義が変わっていくだろうとしている。政府が75歳まで退職年齢を引き上げれば、遠い将来も高齢者の割合は今とほとんど変わらなくなると提言している[6]。
- 日本で欧米ほど格差が拡大しなかったのは、社員全員の賃金を引き下げて痛みを分かち合うことで対応してきたからであるとしており、それが日本の長所であり短所でもあるとしている[7]。
- 日本の経済構造の変化に合わせて、行き過ぎた円高や、行き過ぎた円安の水準は変わるはずだ。2000年代初めであれば、適正なドル円相場は120円くらいだと言っていたが、2015年の時点では日本経済の構造変化に伴って、行き過ぎた円安は弱者に悪影響が偏る性格を持ってしまっている。国民全体にとっても、企業全体にとっても、国家財政にとっても、「三方一両損」ではないが、ドル円相場は90円台半ばくらいが適正ではないかと述べている[8]。
- 日銀がマイナス金利を導入すると、金融市場ではいっそうの金利の低下にもつながっていく。その結果、銀行の収益基盤が脆弱になるだけでなく、経済効率を高めるという金利本来の機能を麻痺させるという副作用が生じると危惧している[9]。
- 有効求人倍率については、アベノミクスによって有効求人倍率が上昇したわけでは決してありません。「中略」少子高齢化によって求人数が必要以上にかさ上げされているので、有効求人倍率は実態より高めに出る性格を持っているのです。」と発言している[10]。
- 企業の倒産件数を見るうえで注意しなければならないのは、表面的な数字を表している倒産件数だけで判断してはいけないということだ。実情をよく理解するためには、「倒産件数」と「休廃業・解散件数」を合計した数字を見るのが適当だとしている[11]。
- 日本銀行のマイナス金利政策や相続税の増税によって貸家の建設が大きく伸びているが、これから本格的な人口減少社会が到来するというのに、供給過多にある貸家の供給がさらに増え続けるという状況は、遅くとも10年後には、全国的に貸家の賃料が大きく値下がりすることを決定づけてしまっていると分析している。日銀の黒田総裁はマイナス金利の効果として貸し家建設の増加を代表的な事例として挙げていることに対して、そのような見解は現在の効果を強調し過ぎであり、将来の大きな副作用を無視してしまっていると警鐘を鳴らしている[12]。
- 米国では物価上昇率の算定に占める帰属家賃の割合は3割程度を占め、人口増加により帰属家賃が2％を上回る上昇を持続しているため、物価全体を引き上げる浮揚装置のような役割を果たしてるが、帰属家賃の割合が2割程度を占める日本では、長期的に人口が減少していくので帰属家賃の上昇は見込めない。物価上昇率に占める割合が最大の帰属家賃の今後を考えると、日本が米国並みに2％の物価上昇を目指すのが、いかに現実離れしているのか理解することができるはずだと述べている[12]。
- ビジネスマンにとって英語力よりも大切なのは、「俯瞰的な視点を持っていること」、「物事の考え方がしっかりしていること」、「大局的な判断ができること」だ。あと10年もすれば会話のほとんどが自動翻訳できるようになってくるので、英語にかける時間をいろいろな国の文化や価値観、特に歴史と宗教の勉強に充てたほうが有意義だとしている[13]。

## 著書
- 『疫病と投資』東洋経済新報社 2020年

- 『ＡＩ×人口減少　これから日本で何が起こるのか』 東洋経済新報社 2018年
- 『日本の国難　2020年からの賃金・雇用・企業』(講談社現代新書) 講談社　2018年
- 『中原圭介の経済はこう動く〔2017年版〕』（東洋経済新報社、2016年10月21日発売、ISBN 978-4-492-39632-2）
- 『ビジネスで使える経済予測入門』（ダイヤモンド社、2016年9月16日発売、ISBN 978-4-478-10089-9）
- 『中原圭介の経済はこう動く〔2016年版〕』（東洋経済新報社、2015年10月23日発売、ISBN 978-4-492-39622-3）
- 『石油とマネーの新・世界覇権図』（ダイヤモンド社、2015年8月21日発売、ISBN 978-4-478-06729-1）
- 『格差大国アメリカを追う日本のゆくえ』（朝日新聞出版、2015年4月7日発売、ISBN 978-4-02-331400-9）
- 『これから日本で起こること』（東洋経済新報社、2015年1月30日発売、ISBN 978-4-492-39615-5）
- 『未来予測の超プロが教える本質を見極める勉強法』（サンマーク出版、2014年11月5日発売、ISBN 978-4-7631-3410-3）
- 『2025年の世界予測』（ダイヤモンド社、2014年7月4日発売、ISBN 978-4-478-02733-2）
- 『インフレどころか世界はこれからデフレで蘇る』（PHP研究所、2014年1月16日発売、ISBN 978-4-569-81547-3）
- 『トップリーダーが学んでいる「5年後の世界経済」入門』（日本実業出版社、2013年12月19日発売、ISBN 978-4-534-05143-1）
- 『新興国 中・韓・印・露・ブラジル経済総くずれ　日・米は支えきれるか？』（徳間書店、2013年9月21日発売、ISBN 978-4-19-863677-7）
- 『日本人は「経済学」にだまされるな！』（中経出版、2013年8月22日発売、ISBN 978-4-04-602828-0）
- 『アベノミクスの不都合な真実』（角川書店、2013年7月12日発売、ISBN 978-4-04-110508-5）
- 『シェール革命後の世界勢力図』（ダイヤモンド社、2013年6月21日発売、ISBN 978-4-478-02506-2）
- 『アメリカの世界戦略に乗って、日本経済は大復活する!』（東洋経済新報社、2013年3月1日発売、ISBN 978-4-492-39585-1）
- 『日本経済大消失 生き残りと復活の新戦略』（幻冬舎、2012年12月5日発売、ISBN 978-4-344-02298-0）
- 『これから世界で起こること』（東洋経済新報社、2012年8月10日発売、ISBN 978-4-492-39571-4）
- 『2015年までは通貨と株で資産を守れ!』（フォレスト出版、2012年3月8日発売、ISBN 978-4-89451-486-7）
- 『2013年　大暴落後の日本経済』（ダイヤモンド社、2011年11月11日発売、ISBN 978-4-478-01537-7）
- 『勝ち切る投資 お金の神様２』（講談社、2011年9月17日発売、ISBN 978-4-06-217280-6）
- 『騙されないための世界経済入門』（フォレスト出版、2010年11月22日発売、ISBN 978-4-89451-421-8）
- 『お金の神様 資産を守る、投資で儲ける!』（講談社、2010年10月1日発売、ISBN 978-4-06-216561-7）
- 『経済予測脳で人生が変わる!』（ダイヤモンド社、2010年4月16日発売、ISBN 978-4-478-01205-5）
- 『鳩山首相、こうすれば日本は晴れる!』（扶桑社、2009年10月30日発売、ISBN 978-4-594-06085-5）
- 『金融危機で失った資産を取り戻す方法』 (フォレスト出版、2009年10月22日発売、ISBN 978-4-89451-371-6)
- 『こころ豊かに生きるお金の入門塾』（主婦と生活社、2009年7月発売、978-4-391-13799-6）
- 『サブプライム後の新世界経済』（フォレスト出版、2009年3月5日発売、ISBN 978-4-89451-333-4）
- 『サブプライム後の新資産運用』（フォレスト出版、2008年7月18日発売、ISBN 978-4-89451-310-5)
- 『株式市場「強者」の論理』（ナツメ社刊、2007年6月18日発売、ISBN 978-4-8163-4208-0）
- 『株の勝ち方はすべて外国人投資家が教えてくれる』（日本実業出版社刊、2006年5月18日発売、ISBN 4-534-04063-6）
- 『仕手株でしっかり儲ける投資術』（日本実業出版社刊、2005年9月15日発売、ISBN 4-534-03961-1）
- 『日本より世界を見よ!株式投資再入門』(日本証券新聞社刊、2007年6月発売、ISBN 978-4-7572-1384-5）
- 『中原圭介の資産運用塾』(日本証券新聞社刊、2007年6月26日発売、ISBN 978-4-7572-1385-2）

## 共著
- 『［激論］日本経済、崖っぷちの決断』（長谷川慶太郎との共著）（徳間書店、2013年3月21日発売、ISBN 978-4-19-863588-6）